# Mistrzostwa Europy U-19 w Piłce Nożnej 2011
Mistrzostwa Europy U-19 w Piłce Nożnej 2011 odbywały się w Rumunii od 20 lipca 2011 roku. Finał został rozegrany 1 sierpnia na Stadion Concordia. W turnieju mogli uczestniczyć zawodnicy, którzy urodzili się po 1 stycznia 1992. Do mistrzostw nie awansował zespół Francji – obrońca tytułu z 2010 roku.

## Uczestnicy
| Drużyna   | Liczba występów | Najlepszy wynik                            |
| --------- | --- | ------------------------------------------ |
| Belgia    | 11 (1981, 1982, 1983, 1986, 1990, 1996, 1996, 2001, 2002, 2004, 2006)                                                             | IV miejsce (1996)                          |
| Czechy    | 11 (1981, 1982, 1983, 1984, 1988, 2000, 2001, 2002, 2003, 2006, 2008)                                                             | II miejsce (1982, 1983, 2001)              |
| Grecja    | 7 (1981, 1984, 1995, 1999, 2005, 2007, 2008)                                                                                      | II miejsce (2007)                          |
| Hiszpania | 21 (1981, 1982, 1983, 1984, 1988, 1990, 1993, 1994, 1995, 1996, 1997, 1998, 1999, 2001, 2002, 2004, 2006, 2007, 2008, 2009, 2010) | Mistrzostwo (1995, 2002, 2004, 2006, 2007) |
| Irlandia  | 9 (1982, 1983, 1984, 1990, 1996, 1997, 1998, 1999, 2002)                                                                          | Mistrzostwo (1998)                         |
| Rumunia   | 4 (1981, 1983, 1986, 1993) | Faza grupowa(1981, 1983, 1986, 1993)       |
| Serbia    | 6 (1983, 1986, 2001, 2005, 2007, 2009)                                                                                            | IV miejsce (2001)                          |
| Turcja    | 8 (1982, 1983, 1992, 1993, 1995, 2004, 2006, 2009)                                                                                | Mistrzostwo (1992)                         |

## Stadiony
| Berceni                              | Buftea                            | Chiajna                                | Mogoșoaia                              |
| ------------------------------------ | --------------------------------- | -------------------------------------- | -------------------------------------- |
| Stadion Berceni Liczba miejsc: 2 600 | Stadion Buftea Liczba miejsc: 450 | Stadion Concordia Liczba miejsc: 3 700 | Stadion Mogoșoaia Liczba miejsc: 1 026 |
| BerceniBufteaChiajnaMogoșoaia        |                                   |                                        |                                        |

## Grupa A
| Zespół   | Pkt | M | W | R | P | Br+ | Br- | +/- |
| -------- | --- | - | - | - | - | --- | --- | --- |
| Czechy   | 9   | 3 | 3 | 0 | 0 | 6   | 2   | +4  |
| Irlandia | 4   | 3 | 1 | 1 | 1 | 3   | 3   | 0   |
| Grecja   | 3   | 3 | 1 | 0 | 2 | 2   | 3   | -1  |
| Rumunia  | 1   | 3 | 0 | 1 | 2 | 1   | 4   | -3  |

| 20 lipca 2011 20:00 CET | Grecja · Katidis 5' | 1:21:1Raport | Irlandia · 2', 51' O'Connor | Stadion Buftea, Buftea Widzów: 100 Sędzia: Paweł Gil |
|                         |                     |              |                             |                                                      |

| 20 lipca 2011 20:00 CET | Rumunia · Stanciu 30' | 1:31:1Raport | Czechy · 44' Přikryl · 61' (k.) Jeleček · 85' Hadaščok | Stadion Concordia, Chiajna Widzów: 3 300 Sędzia: Clément Turpin |
|                         |                       |              |                                                        |                                                                 |

| 23 lipca 2011 18:00 CET | Czechy · Brabec 69' · Lácha 71' | 2:10:1Raport | Irlandia · 10' O'Sullivan | Stadion Mogoșoaia, Mogoșoaia Widzów: 400 Sędzia: Tamás Bognar |
|                         |                                 |              |                           |                                                               |

| 23 lipca 2011 20:00 CET | Rumunia | 0:1Raport | Grecja · 37' Fortunis | Stadion Berceni, Berceni Widzów: 2 600 Sędzia: Stuart Attwell |
|                         |         |           |                       |                                                               |

| 26 lipca 2011 18:00 CET | Czechy · Přikryl 70' | 1:00:0Raport | Grecja | Stadion Mogoșoaia, Mogoșoaia Widzów: 1 000 Sędzia: Tom Harald Hagen |
|                         |                      |              |        |                                                                     |

| 26 lipca 2011 18:00 CET | Irlandia | 0:0Raport | Rumunia | Stadion Berceni, Berceni Widzów: 2 000 Sędzia: Artyom Kuchin |
|                         |          |           |         |                                                              |

## Grupa B
| Zespół    | Pkt | M | W | R | P | Br+ | Br- | +/- |
| --------- | --- | - | - | - | - | --- | --- | --- |
| Hiszpania | 6   | 3 | 2 | 0 | 1 | 8   | 4   | +4  |
| Serbia    | 4   | 3 | 1 | 1 | 1 | 3   | 5   | -2  |
| Turcja    | 4   | 3 | 1 | 1 | 1 | 4   | 3   | +1  |
| Belgia    | 2   | 3 | 0 | 2 | 1 | 3   | 6   | -3  |

| 20 lipca 2011 18:00 CET | Serbia · Jojić 57' · Trujić 90' | 2:00:0Raport | Turcja | Stadion Berceni, Berceni Widzów: 1 000 Sędzia: Artyom Kuchin |
|                         |                                 |              |        |                                                              |

| 21 lipca 2011 18:00 CET | Hiszpania · Sarabia 15' (k.) · Alcácer 65' · Muñiz Gallego 90+1' · Morata 90+3' | 4:11:0Raport | Belgia · 46' Cuvelier | Stadion Mogoșoaia, Mogoșoaia Widzów: 750 Sędzia: Stuart Attwell |
|                         |                                                                                 |              |                       |                                                                 |

| 23 lipca 2011 18:00 CET | Turcja · Ali 77' | 1:1Raport | Belgia · 90' Vervaeke | Stadion Buftea, Buftea Widzów: 350 Sędzia: Tom Harald Hagen |
|                         |                  |           |                       |                                                             |

| 23 lipca 2011 20:00 CET | Serbia | 0:40:3Raport | Hiszpania · Morata 13', 22', 75' · Juanmi 15' | Stadion Concordia, Chiajna Widzów: 2 000 Sędzia: Paweł Gil |
|                         |        |              |                                               |                                                            |

| 26 lipca 2011 20:00 CET | Turcja · Ramalho 31' (sam.) · Çörekçi 51' · Gómez 56' (sam.) | 3:01:0Raport | Hiszpania | Stadion Concordia, Chiajna Widzów: 700 Sędzia: Tamás Bognar |
|                         |                                                              |              |           |                                                             |

| 26 lipca 2011 20:00 CET | Belgia · Vermijl 73' | 1:10:1Raport | Serbia · 6' Mrkela | Stadion Buftea, Buftea Widzów: 800 Sędzia: Clément Turpin |
|                         |                      |              |                    |                                                           |

## Faza pucharowa
|  |                      |           |           |                      |      |        |        |       |
|  | Półfinał             | Półfinał  | Półfinał  |                      |      | Finał  | Finał  | Finał |
|  | Półfinał             | Półfinał  | Półfinał  |                      |      | Finał  | Finał  | Finał |
|  | 29 lipca - Mogoșoaia |           |           |                      |      |        |        |       |
|  |                      |           |           |                      |      |        |        |       |
|  | Czechy               | Czechy    | 4         |                      |      |        |        |       |
|  | Czechy               | Czechy    | 4         | 1 sierpnia - Chiajna |      |        |        |       |
|  | Serbia               | Serbia    | 2         |                      |      |        |        |       |
|  | Serbia               | Serbia    | 2         |                      |      | Czechy | Czechy | 2     |
|  | 29 lipca - Chiajna   |           |           |                      |      | Czechy | Czechy | 2     |
|  |                      |           | Hiszpania | Hiszpania            | 3 d. |        |        |       |
|  | Hiszpania            | Hiszpania | Hiszpania | Hiszpania            | 3 d. | 5      |        |       |
|  | Hiszpania            | Hiszpania |           |                      |      |        |        |       |
|  | Irlandia             | Irlandia  | 0         |                      |      |        |        |       |
|  | Irlandia             | Irlandia  | 0         |                      |      |        |        |       |

## Półfinały
| 29 lipca 2011 17:45 CET | Czechy · Přikryl 6' · Kalas 16' · Jeleček 19' (k.) · Jiří Skalák 90+1' | 4:23:2Raport | Serbia · 23', 28' Despotović | Stadion Mogoșoaia, Mogoșoaia Widzów: 2 000 Sędzia: Artyom Kuchin |
|                         |                                                                        |              |                              |                                                                  |

| 29 lipca 2011 19:45 CET | Hiszpania · Deulofeu 27' · Sarabia 40' · Juanmi 46' · Morata 79', 90+1' (k.) | 5:02:0Raport | Irlandia | Stadion Concordia, Chiajna Widzów: 2 500 Sędzia: Clément Turpin |
|                         |                                                                              |              |          |                                                                 |

## Finał
| 1 sierpnia 2011 19:00 CET | Czechy · Krejčí 52' · Lácha 97' | 2:3, po dogrywce0:0,1:2Raport | Hiszpania · 85' Aurtenetxe · 108', 115' Alcácer | Stadion Concordia, Chiajna Widzów: 3 700 Sędzia: Stuart Attwell |
|                           |                                 |                               |                                                 |                                                                 |

## Strzelcy
6 bramek
- Álvaro Morata

3 bramki
- Tomáš Přikryl
- Paco Alcácer

2 bramki
- Tomáš Jeleček
- Patrik Lácha
- Juanmi Jiménez
- Pablo Sarabia
- Anthony O'Connor
- Đorđe Despotović

1 bramka
- Florent Cuvelier
- Jonas Vervaeke
- Marnick Vermijl
- Vojtěch Hadaščok
- Jakub Brabec
- Tomáš Kalas
- Ladislav Krejčí
- Jiří Skalák
- Jorgos Katidis
- Kostas Fortonis
- Juan Muñiz Gallego
- Jon Aurtenetxe
- Gerard Deulofeu
- John O'Sullivan
- Nicolae Stanciu
- Miloš Jojić
- Nikola Trujić
- Andrej Mrkela
- Ali Dere
- Kamil Çörekçi

Gole samobójcze
- Jonás Ramalho dla Turcji
- Sergi Gómez dla Turcji